# 3148 Grecsko
A 3148 Grechko (ideiglenes jelöléssel 1979 SA12) a Naprendszer kisbolygóövében található aszteroida. Nyikolaj Sztyepanovics Csernih fedezte fel 1979. szeptember 24-én. Georgij Mihajlovics Grecsko szovjet űrhajósról nevezték el.